# Northway
Northway és una concentració de població designada pel cens dels Estats Units a l'estat d'Alaska. Segons el cens del 2000 tenia 95 habitants.

## Demografia
Segons el cens del 2000, Northway tenia 95 habitants, 30 habitatges, i 18 famílies La densitat de població era d'1,9 habitants/km².
Dels 30 habitatges en un 36,7% hi vivien nens de menys de 18 anys, en un 36,7% hi vivien parelles casades, en un 16,7% dones solteres, i en un 40% no eren unitats familiars. En el 30% dels habitatges hi vivien persones soles el 3,3% de les quals corresponia a persones de 65 anys o més que vivien soles. El nombre mitjà de persones vivint en cada habitatge era de 3,17 i el nombre mitjà de persones que vivien en cada família era de 4,22.
Per edats la població es repartia de la següent manera: un 29,5% tenia menys de 18 anys, un 9,5% entre 18 i 24, un 30,5% entre 25 i 44, un 27,4% de 45 a 60 i un 3,2% 65 anys o més.
L'edat mediana era de 34 anys. Per cada 100 dones hi havia 126,2 homes. Per cada 100 dones de 18 o més anys hi havia 131 homes.
La renda mediana per habitatge era de 59.375 $ i la renda mediana per família de 59.375 $. Els homes tenien una renda mediana de 36.875 $ mentre que les dones 50.000 $. La renda per capita de la població era de 16.430 $. Aproximadament el 20% de les famílies i el 21,1% de la població estaven per davall del llindar de pobresa.

## Poblacions més properes
El següent diagrama mostra les poblacions més properes.